# Eleutheroschizon murmanicum
Eleutheroschizon murmanicum is een soort in de taxonomische indeling van de Myzozoa, een stam van microscopische parasitaire dieren. Het organisme komt uit het geslacht Eleutheroschizon en behoort tot de familie Eleutheroschizonidae. Eleutheroschizon murmanicum werd in 1908 ontdekt door Awerinzew.